# 漆彬
漆彬（1539年—？），字中甫，號质亭，江西南昌府南昌縣人，軍籍，明朝政治人物。

## 生平
嘉靖四十三年（1564年）甲子科江西鄉試第六十五名舉人。隆慶五年（1571年）中式辛未科會試第二百九十名，三甲第一百四十九名進士。考选庶吉士，萬曆元年（1573年）五月授浙江道御史，八月奉命禁陕西洮河西宁等处茶马，九月升福建按察司佥事，五年正月升广东左参议，丁憂歸。十一年四月改任陕西左参议，六月升四川按察司副使，未赴任致仕。

## 家族
曾祖漆瓘；祖父漆鍊；父漆清，巡檢。母辜氏。具庆下。兄漆模。弟漆森。